# Amadis (rose)
Pour les articles homonymes, voir Amadis.
‘Amadis’ est un cultivar de rosier grimpant obtenu avant 1826 par le fameux rosiériste français Jean Laffay. Ce rosier, classé dans le groupe des rosiers Boursault, fait partie des roses anciennes qui ont marqué l'histoire de la culture des roses. Il est issu de Rosa chinensis Jacq. × Rosa pendulina L.
Il doit son nom à Amadis, personnage fameux de la littérature chevaleresque, très prisé encore à l'époque romantique.

## Description
Ce rosier présente une multitude de bouquets de fleurs semi-doubles rouge foncé à pourpre profond, en forme de coupe et peu ou non parfumées. Elles s'ouvrent sur de grandes étamines dorées au milieu d'un cœur blanc. La floraison plutôt précoce est très généreuse et légèrement remontante sous les climats doux.
Son buisson fort vigoureux et épais possède des rameaux souples et arqués presque ou totalement inermes pouvant atteindre 4 à 5 mètres de hauteur. Sa zone de rusticité est de 6b à 9b ; il supporte donc les hivers rigoureux des zones tempérées.  
On peut notamment l'admirer à la roseraie du Val-de-Marne de L'Haÿ-les-Roses. Il est parfait pour couvrir des piliers ou des clôtures. Il ne faut pas trop le tailler.